# Citroën 2CV Furgoncino
La 2CV Furgoncino era un piccolo furgoncino derivato dalla popolare utilitaria 2CV prodotto per quasi trent'anni dalla Casa francese Citroën.

## Profilo
Nel 1951, sull'onda dell'enorme successo riscosso dalla 2CV, la Citroën introdusse sul mercato la versione furgonata della piccola utilitaria francese. Il risultato era un piccolo furgoncino con cassone posteriore di dimensioni relativamente generose, in grado di spostarsi agevolmente in città e di accedere in luoghi dove con un normale mezzo commerciale era quasi impossibile accedere.

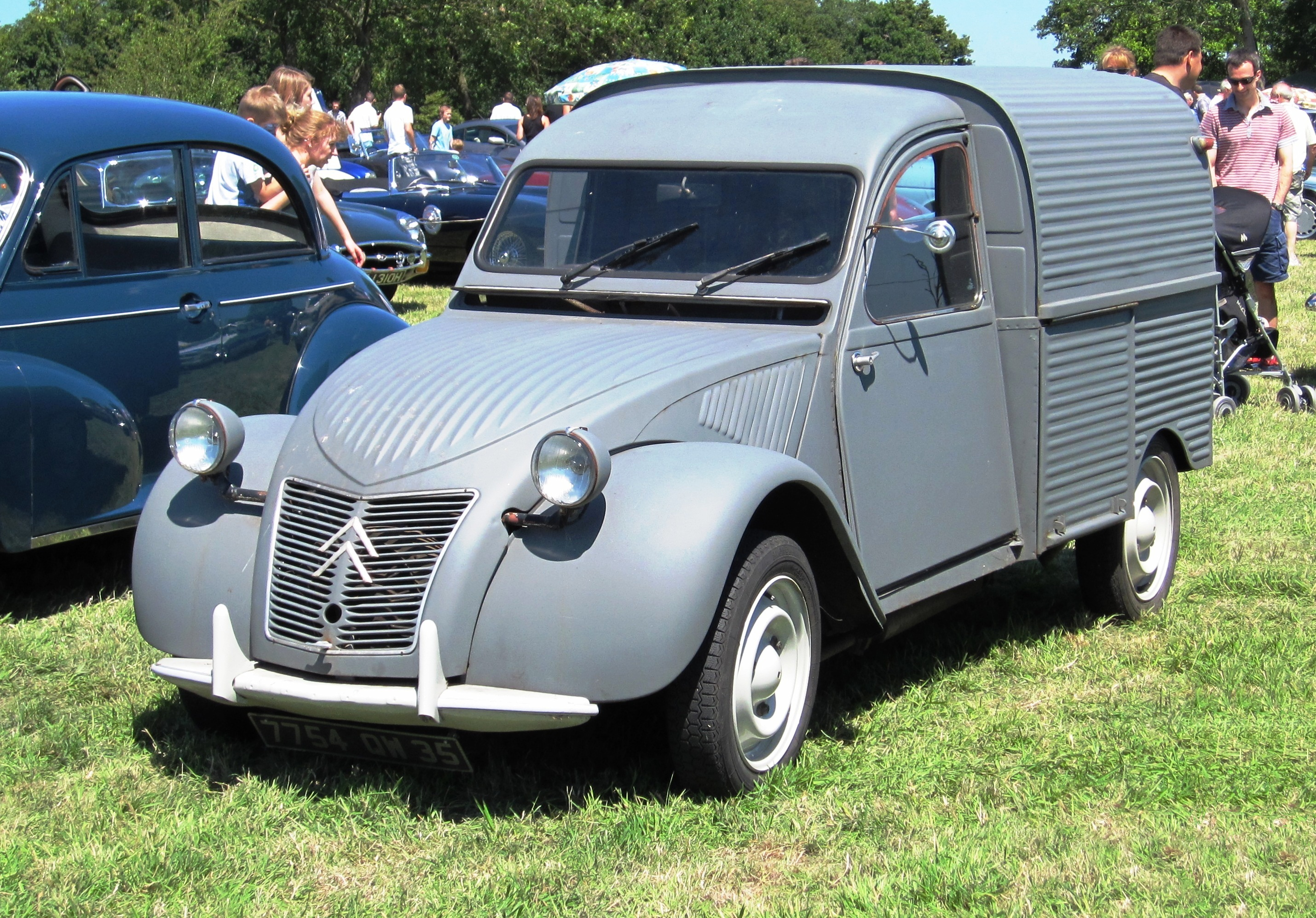
Una Citroën 2CV Fourgonette AZU 250

Per la prima versione di questo mezzo commerciale, identificata dalla sigla di progetto AU 250,  era previsto il bicilindrico raffreddato ad aria da 375 cm³. Anche la gommatura era leggermente diversa, nel senso che montava gomme leggermente più larghe. La 2CV furgonata non era un'auto dalle prestazioni eccezionali, dal momento che arrivava a soli 60 km/h di velocità massima, ma era uno dei pochi mezzi commerciali di quella taglia che assicurava un sufficiente spazio interno ed una capacità di carico di 250 kg.

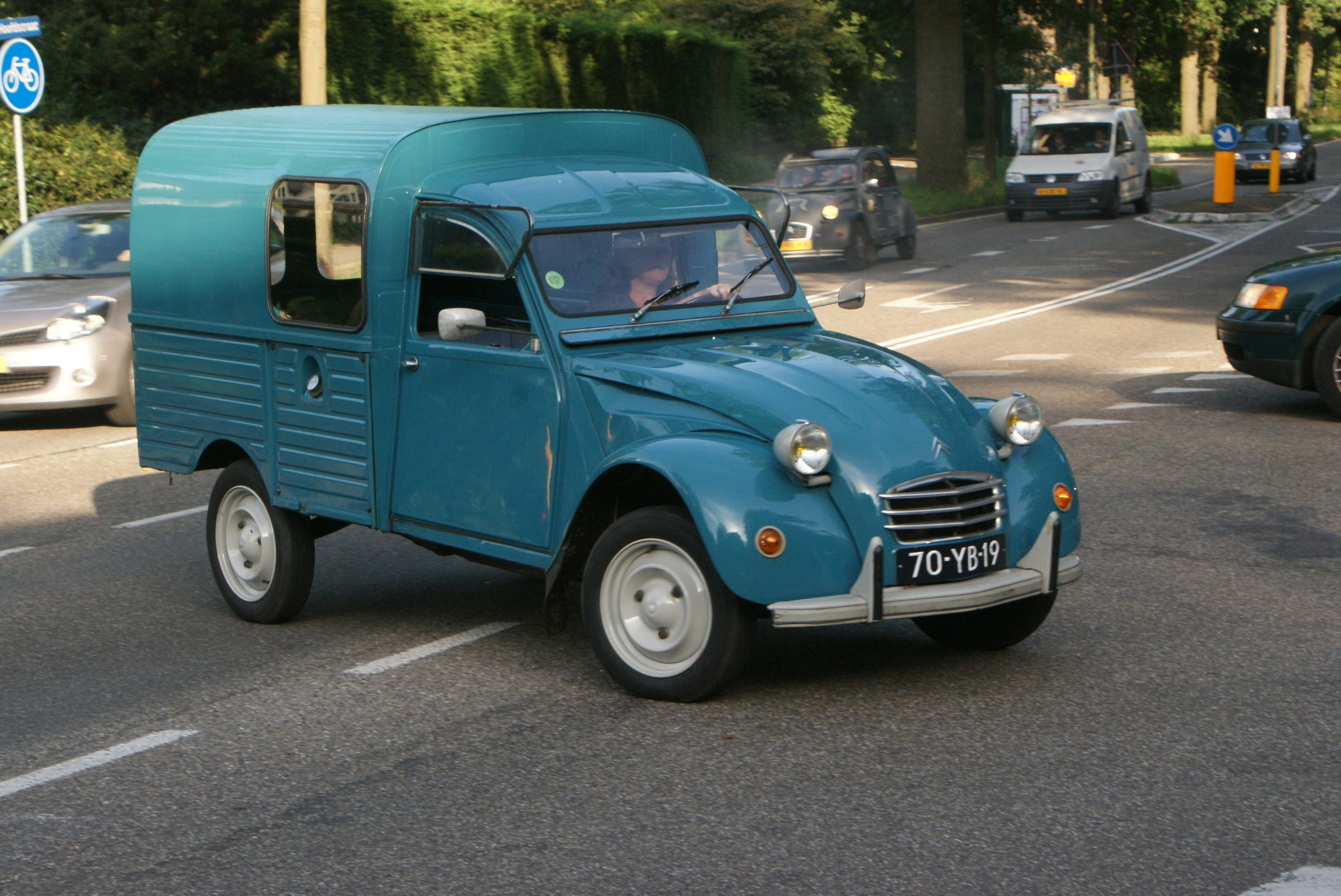
Una Citroën 2CV Fourgonette AKS 400

Nel 1955, il piccolo furgoncino beneficiò del motore da 425 cm³ ed il nome di progetto cambiò in AZU 250. Tutte le modifiche che avvenivano di volta in volta rispecchiavano gli aggiornamenti che apparivano sulla 2CV berlina. Nel 1961 furono apportate modifiche alla calandra, che risultò così aggiornata.
Nel 1963, la potenza del motore fu portata a 18 CV, mentre fu introdotto un nuovo modello l'AK 350, che montava il bicilindrico da 602 cm³ della Ami 6, in grado di sviluppare fino a 22 CV. Con queste migliorie, la portata utile della AK 350 saliva, come dice il nome stesso, a 350 kg.
Nel 1970 fu introdotto l'AKS 400, praticamente identico all'AK 350, ma con il tetto del cassone più alto, in modo da consentire un maggiore volume di carico, il quale arrivò ad una portata massima di 400 kg.
Il 1972 vide l'aggiornamento dell'AZU 250, che beneficiò del 435 cm³ da 24 CV della 2CV 4 di quegli anni. Nel 1974, l'intera gamma dei furgoncini 2CV fu ristilizzata leggermente, grazie all'adozione di fari anteriori rettangolari che poi tornarono rotondi nel 1978.
La 2CV furgonetta fu tolta di produzione nel 1980, quando già da due anni era in commercio la sua erede, la Citroën Acadiane.